# Ryōichi Ikegami
Ryōichi Ikegami (jap. 池上 遼一 Ikegami Ryōichi; ur. 29 maja 1944) – japoński rysownik mang. Był asystentem Shigeru Mizukiego w 1966. W 2001, dzięki mandze Heat, zdobył nagrodę Shōgakukan Manga. W 2005 został profesorem Osaka University of Arts. Stworzył popularną serię Mai, the Psychic Girl (razem z Kazuya Kudo), Crying Freeman (razem z Kazuo Koike). Napisał i narysował także Spider-Man: The Manga. 

## Prace
- Ryugetsusho
- Crying Freeman (manga) składa się z: (Crying Freeman (live-action movie): oryginalna manga, Crying Freeman (OAV): oryginalna manga)
- Heat
- Lord
- Kizuoibito (OAV): oryginalna manga
- Mai, the Psychic Girl
- Nobunaga
- Offered
- Samurai Crusader
- Sanctuary składa się z: (Sanctuary (live-action movie): oryginalna manga, Sanctuary (OAV): oryginalna manga)
- Spider-Man: The Manga
- Strain
- Wounded Man